# Мосхофор
Мосхофор (др.-греч. Μοσχοφόρος — «несущий тельца», телёнка) — древнегреческая статуя архаического периода (VII—VI века до н. э.). Её фрагменты были найдены среди так называемого «персидского мусора» на Афинском Акрополе в 1864 году.
Статую датируют примерно 560 годом до н. э.; её изначальную высоту оценивают в 1,65 метра. Фрагменты ног ниже колен не найдены. Ныне статуя выставлена в Музее Акрополя в Афинах, Греция.

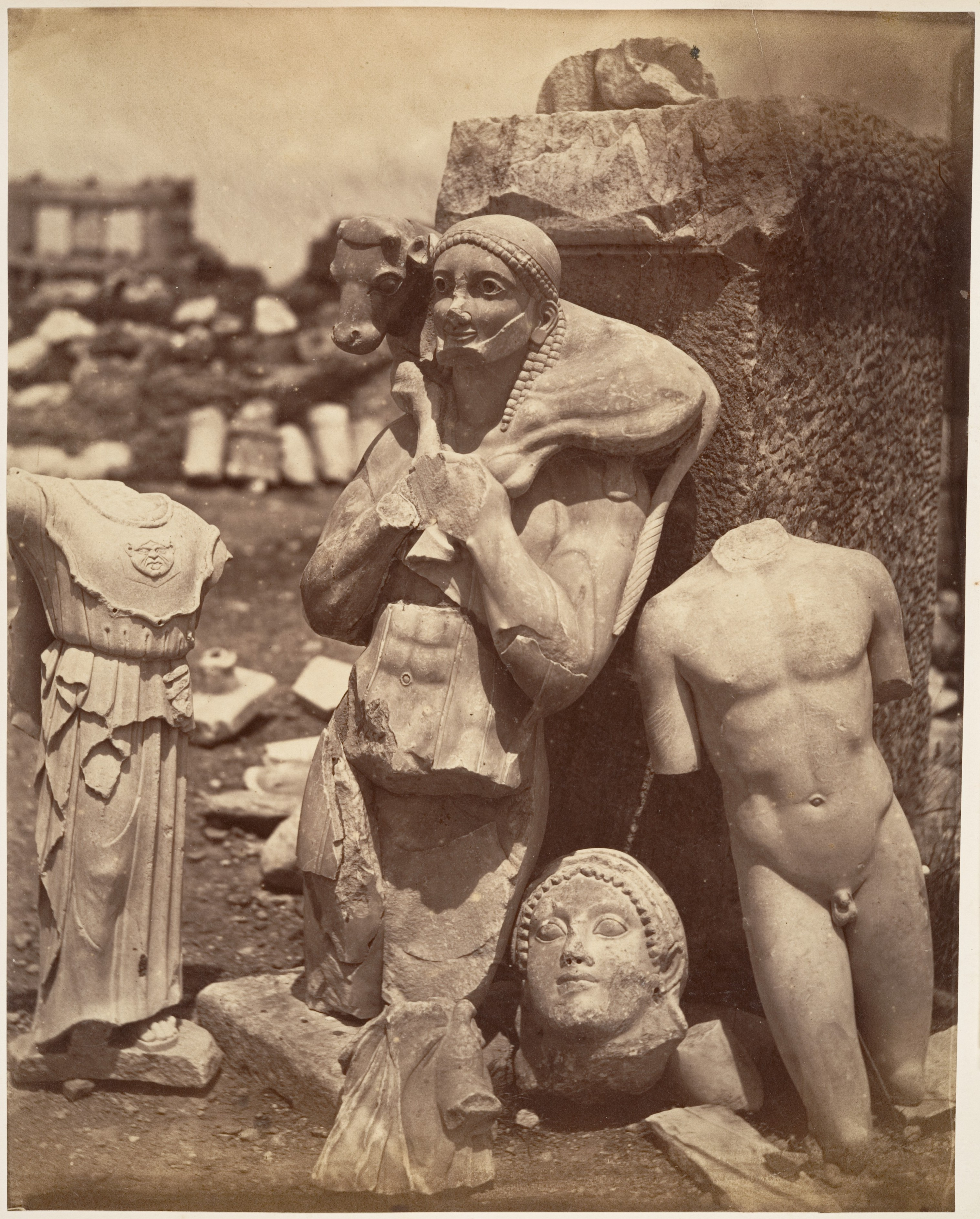
Фотография в ходе раскопок (1865)

Захоронение «персидского мусора» было раскопано в 1863—1866 годах французским археологом Шарлем Эрнестом Бёле́